# محمد إدريس (سياسي)
محمد إدريس (بالإندونيسية: Idris Abdul Shomad)‏ هو سياسي إندونيسي، ولد في 25 يوليو 1961 في جاكرتا في إندونيسيا. نشط حزبياً في حزب العدالة والرفاهية.